# Antícles
Antícles (em grego clássico: Αντικλής) de Atenas, é listado como um vencedor na corrida de estádio da 110.ª Olimpíada (340 a.C.). Eusébio de Cesareia refere-se a seu nome como Anikles, mas Diodoro Sículo utiliza o termo Antikles.